# China Miéville
China Tom Miéville (Norwich, 6 september 1972) is een Brits fantasyschrijver. Hij noemt zijn werk graag "weird fiction" (in navolging van schrijvers als H.P. Lovecraft) en is de meest succesvolle van een losse groep schrijvers die wel de New Weird worden genoemd. Zij proberen bewust het fantasy-genre in een nieuwe richting te bewegen, weg van wat zij zien als de commerciële clichés van Tolkien-nabootsers.
Miéville heeft in Londen gewoond sinds zijn vroege jeugd. Op zijn achttiende leefde hij in Egypte, waar hij Engels doceerde. Hier ontwikkelde hij zijn interesse in Arabische cultuur en de politiek van het  Midden-Oosten. Miéville is afgestudeerd en gepromoveerd in sociale antropologie aan de London School of Economics. Een boekversie van zijn proefschrift werd in 2004 uitgebracht met de titel Between Equal Rights: A Marxist Theory of International Law.
Hij is lid van de Britse Socialist Workers Party en heeft zich in 2001 onsuccesvol verkiesbaar gesteld voor het Britse Lagerhuis voor de Socialist Alliance.
Zijn linkse politieke overtuigingen zijn regelmatig in zijn werk terug te vinden, met name in Iron Council.
Perdido Street Station won de Locus Award en de Arthur C. Clarke Award en werd genomineerd voor de Hugo, Nebula en World Fantasy Awards.  Naast meerdere nominaties won hij met The Scar nog een Locus Award en met Iron Council een Arthur C. Clarke Award.